# Kingsman: O Círculo Dourado
Kingsman: The Golden Circle (bra/prt: Kingsman: O Círculo Dourado) é um filme de espionagem britânico-americano de 2017, dirigido por Matthew Vaughn, sendo a sequência do filme Kingsman: O Serviço Secreto, de 2014. O filme é estrelado por Colin Firth, Julianne Moore, Taron Egerton, Mark Strong, Halle Berry, Elton John, Channing Tatum e Jeff Bridges, e foi lançado em 22 de setembro de 2017 nos Estados Unidos e dia 28 de setembro de 2017 no Brasil.

## Sinopse
Um ano após os eventos do filme anterior, Eggsy se juntou oficialmente a Kingsman, tirou o título do seu falecido mentor Harry Hart, Galahad, e começou um relacionamento com Tilde, a princesa herdeira da Suécia. A caminho de casa, ele é emboscado por Charlie Hesketh, um ex-candidato rejeitado pela Kingsman que perdeu o braço e as cordas vocais no filme anterior (mas foi inadvertidamente salvo por Eggsy).  Eggsy foge de Charlie e de seus capangas em uma perseguição de carros por Londres, mas o braço cibernético cortado de Charlie invade os servidores da Kingsman através do computador no carro de Eggsy. Com as informações obtidas, Poppy Adams, líder do maior cartel de drogas do mundo, o Circulo Dourado, lança mísseis que destroem a sede de Kingsman e todas as instalações da Grã-Bretanha matando todos os agentes, exceto Eggsy e Merlin.
Eggsy e Merlin seguem um protocolo do Juízo Final de emergência que os leva a Statesman, a versão americana da Kingsman, se passando por uma destilaria com sede em Kentucky. Lá, eles descobrem que Harry sobreviveu ao disparo de Valentine graças à tecnologia da Statesman, mas tem amnésia. O líder da Statesman Champanhe oferece apoio para derrubar o Círculo Dourado. O agente estadista Tequila depois desenvolve uma erupção azul e mostra sinais de mania e é substituído por outro agente, Uísque, como parceiro de Eggsy. Eggsy planta um dispositivo de rastreamento na ex-namorada de Charlie, Clara Von Gluckfberg, durante um encontro sexual no Festival de Glastonbury, mas quando ele diz à Princesa Tilde de antemão o que ele tem que fazer, ela termina seu relacionamento com ele.
Mais tarde, Eggsy consegue curar a amnésia de Harry ameaçando atirar em um filhote de Cairn Terrier que se parece com o falecido cachorro de Harry. Poppy transmite uma mensagem anunciando que ela adicionou um vírus artificial em todas as suas drogas, o que faz com que os usuários desenvolvam sintomas como o de Tequila, antes de progredir para a paralisia e finalmente a morte. Ela oferece o antídoto para o mundo se o presidente dos Estados Unidos acabar legalizar as drogas e conceder imunidade ao cartel. O presidente negocia publicamente, mas secretamente decide deixar todos os afetados morrerem, já que ele está mais do que feliz em se livrar de todos os usuários de drogas e colocar Poppy fora dos negócios.
Eggsy, Harry e Uísque acompanham Clara a uma instalação do Circulo Dourado na Itália. Eggsy consegue roubar uma amostra do antídoto, mas é quebrado por Uísque durante um ataque dos capangas do Círculo Dourado, levando Harry a suspeitar que ele trabalhasse para o inimigo. Harry atira na cabeça de Uísque, mas Eggsy, acreditando que Harry está delirando devido a recuperação incompleta, o salva com a mesma tecnologia que Statesman usou para salvar Harry. Uma delirante Princesa Tilde chama Eggsy, mostrando que ela tem a erupção azul. Eggsy, Harry e Merlin descobrem a localização do esconderijo de Poppy no Camboja, "Poppy Land", e voam até lá.
Enquanto se aproximam do esconderijo de Poppy, Eggsy pisa em uma mina, mas Merlin se sacrifica para salvá-lo e Harry. Eggsy e Harry passam pelo esconderijo; Eggsy mata Charlie, enquanto Harry destrói os cães robóticos de Poppy com a ajuda de Elton John, que havia sido sequestrado por Poppy. Eles pegam laptop que controla os drones que devem fornecer o antídoto em todo o mundo e injetam uma dose concentrada de heroína contaminada em Poppy. Poppy lhes dá a senha do laptop para o antídoto, mas ela sofre uma overdose e morre. Uísque os interrompe antes que eles possam digitar a senha, revelando que ele quer que todos os usuários de drogas morram depois que sua esposa grávida foi morta em um assalto cometido por dois usuários de metanfetamina. Eggsy e Harry lutam e matam Uísque, depois ativam os drones.
Na sequência, o presidente é deposto por querer deixar que as vítimas morrerem e a Statesman compra uma destilaria na Escócia para ajudar a reconstruir a Kingsman. A especialista em suporte técnico da Statesman, Ginger Ale, é indicado para a posição anteriormente ocupada por Uísque,  Eggsy se casa com a Princesa Tilde e Tequila junta-se à Kingsman, que adquire uma nova alfaiataria em Londres.

## Elenco
- Colin Firth como Harry Hart
- Taron Egerton como Gary "Eggsy" Unwin / Galahad
- Mark Strong como Merlin
- Julianne Moore como Poppy, a vilã principal
- Halle Berry como Ginger, uma agente da Statesman
- Channing Tatum como Tequila, um agente da Statesman
- Edward Holcroft como Charles "Charlie" Hesketh
- Sophie Cookson como Roxanne "Roxy" Morton / Lancelot
- Pedro Pascal como Uísque, um agente da Statesman
- Michael Gambon como Arthur
- Elton John como Ele mesmo
- Hanna Alstrom como a Princesa Tilde da Suécia

## Dublagem brasileira
- Estúdio de dublagem: Delart[5]

## Produção

### Pré-produção
Em fevereiro de 2015, ao Moviefone, o diretor de Kingsman: The Secret Service, Matthew Vaughn, expressou o interesse em uma sequência:
| “ | Eu adoraria fazer outro. The Secret Service é sobre a origem de Eggsy. E o Eggsy é o verdadeiro espião cavalheiro moderno. Não é o Harry Hart. Harry Hart é o antigo cliché do que você pensa que um espião cavalheiro é. Eggsy será levado em uma direção completamente diferente. Mas depende do público. Se eles forem assistir e quiserem outro filme, eu adoraria fazê-lo. Nós nos divertimos muito fazendo este filme. E vocês não acreditariam no que nós temos guardado. O coitado do Mark Strong irá em uma jornada que ele nunca imaginou. E nós temos uma ideia de apresentar a filial americana da Kingsman para o mundo. | ” |

Devido ao sucesso de bilheteria e crítica de The Secret Service, os rumores de que uma sequência estava sendo cogitada surgiram na internet. De acordo com The Wrap, a 20th Century Fox teria autorizado a produção da sequência em abril de 2015. Em julho de 2015, ao Yahoo!, Vaughn confirmou que estava trabalhando no roteiro do filme, mas que o mesmo só sairia do papel se fosse bom:
| “ | Bom, a boa novidade é que eu estou escrevendo a sequência de The Secret Service neste exato momento. Se eu acho que posso escrever um roteiro bom o bastante, então vamos fazer. Estamos dando nosso melhor para que isto aconteça. Estou apaixonado por estes personagens e quero trabalhar com eles de novo. Então provavelmente eu vou quebrar minha regra de nunca dirigir sequências. | ” |

Em outubro de 2015, de acordo com o site do Hollywood Reporter, a sequência de The Secret Service começaria a ser rodada em abril de 2016. Em janeiro de 2016, Taron Egerton disse ao Collider que a continuação de The Secret Service será mais internacional:
| “ | Nós vamos filmar no verão de 2016. O roteiro é brilhante. Obviamente não há muito o que eu poderia dizer, mas posso adiantar que nós filmamos o primeiro totalmente no Reino Unido, mas não será assim no próximo. É uma história muito mais internacional, vamos a lugares incríveis e teremos um vilão para rivalizar com Samuel L. Jackson – que é tão brilhantemente escrito que eu gostaria de interpretá-lo. É incrível. | ” |

Em setembro de 2016, Em entrevista ao Collider, Colin Firth falou um pouco sobre o filme e sobre o retorno do seu personagem:
| “ | “Não posso revelar como estou de volta. Muitos especularam e tiveram conclusões erradas. Quero manter a surpresa um pouco mais. Acho que todos serão surpreendidos de novo... Eu ainda preciso ser um pouco enigmático com isso, então me perdoe por ser criativo para me esquivar dessa pergunta. Não é segredo que estou envolvido, em algum lugar e de alguma forma. Pelo que posso dizer, não será uma sequência convencional. Vai parecer muito autêntico e estou bem otimista pra isso”. | ” |

No dia 13 de setembro de 2016, Taron Egerton revelou que as filmagens já haviam sido terminadas.

### Escolha de Elenco
Em 17 de fevereiro de 2016, o Hollywood Reporter anunciou que Julianne Moore estaria em negociações para interpretar a vilã do filme. O site também confirmou que Colin Firth não estará na sequência, desmentindo alguns rumores anteriores. Em 10 de março de 2016, o Deadline.com publicou que, além de Julianne Moore, Halle Berry também estaria negociando um papel no segundo Kingsman e, caso aconteça, no terceiro filme da série, como a chefe da CIA. Em 27 de março de 2016, a Empire revelou que o título da sequência de Kingsman: The Secret Service será Kingsman: The Golden Circle. Além de revelar que as atrizes Julianne Moore e Halle Berry, estarão, de fato, no filme. A revista também divulgou artes conceituais e detalhes do enredo do filme. Em 7 de abril de 2016, Taron Egerton publicou no Twitter o primeiro cartaz de Kingsman: The Golden Circle, que sugeria o retorno do personagem de Colin Firth, Harry Hart. Em 13 de abril de 2016, o ator Channing Tatum divulgou um novo pôster de The Golden Circle no Twitter, junto com a notícia de que estaria no filme. No dia 28 de maio de 2016, o ator Jeff Bridges confirmou participação no filme pelo Twitter. No dia 30 de junho de 2016, Vinnie Jones confirmou em seu Twitter que estaria no elenco do filme.

## Recepção

### Bilheteria
Kingsman: O Círculo Dourado arrecadou US $ 100,2 milhões nos Estados Unidos e no Canadá e US $ 310,6 milhões em outros territórios, para um total mundial de US $ 405.154.612, contra um orçamento de produção de US $ 104 milhões.

### Recepção da Crítica
No Rotten Tomatoes o filme teve críticas mistas, com base em 38%. No Metacritic ele teve Nota 4.1 de 10.

### Banimento no Camboja
O filme foi banido no Camboja por alegadamente retratar o país como um paraíso para os criminosos.